# Inspection ecclésiastique
L'inspection ecclésiastique est une circonscription régionale des Églises luthériennes en France. L'Église protestante de la Confession d'Augsbourg d'Alsace et de Lorraine (EPCAAL) en compte sept et l'Église protestante unie de France (EPUdF) en a deux, pour huit régions réformées. À la tête du corps pastoral de chaque inspection est placé un inspecteur ecclésiastique, qui est, mutatis mutandis, l'équivalent d'un évêque dans d'autres églises. 

## Historique
Les inspections ecclésiastiques ont été créées par la loi du 18 germinal An X (8 avril 1802), au nombre de huit initialement, dont six en Alsace, une à Paris et une au pays de Montbéliard. Elles coiffaient environ cinq consistoires et étaient placées sous la responsabilité d'un inspecteur ecclésiastique et de deux inspecteurs laïques, élus à vie par une assemblée d'inspection.
Après le traité de Francfort de 1871, les inspections de Paris et de Montbéliard  demeurées françaises, se sont retrouvées coupées de Strasbourg et des inspections alsaciennes. Une loi du 1er août 1879 les a regroupées dans l'Église évangélique de la Confession d'Augsbourg, dont le siège fut fixé à Paris. Un décret du 12 mars 1880 a fixé les limites territoriales de ces inspections, placées sous l'autorité de synodes particuliers.
Après le vote de la Loi de séparation des Églises et de l'État du 9 décembre 1905, cette Église s'est restructurée en associations cultuelles et unions (régionales et nationale), prenant le nom d'Église évangélique luthérienne de France (EELF). 
En 2013 l'EELF a fusionné avec l'Église réformée de France (ERF) pour former l'Église protestante unie de France (EPUdF). Les inspections ecclésiastiques de Paris et de Montbéliard ont cependant conservé leur statut juridique et leurs organes spécifiques, synode régional, conseil synodal et inspecteur ecclésiastique.
L'inspection de Montbéliard, dont l'inspecteur ecclésiastique est actuellement le pasteur Mayanga Pangu, rassemble les consistoires de Montbéliard, d'Héricourt, d'Audincourt, de Saint-Julien et de Blamont. L'inspection de Paris, qui couvre également le reste de la France (essentiellement : Lyon, Marseille et Nice) a pour inspecteur ecclésiastique, le pasteur Laza Nomenjanahary.

## Liste chronologique

### Montbéliard
- Jean Tartier
- Joël Dautheville
- Fabrice Pichard (2013-2018)
- Mayanga Pangu (2018-2024)
- Marc-Frederic Muller (depuis 2024)

### Paris
- Michel Viot (de 1996 à 2001, devenu par la suite prêtre catholique)
- Marie-France Robert (de 2001 à 2011)
- Jean-Frédéric Patrzynski (de 2011 à 2019)
- Laza Nomenjanahary (depuis 2019)